# جوئل کورتنی
جوئل کورتنی (انگلیسی: Joel Courtney؛ زادهٔ ۳۱ ژانویهٔ ۱۹۹۶) یک هنرپیشه اهل ایالات متحده آمریکا است. وی از سال ۲۰۱۰ میلادی تاکنون مشغول فعالیت بوده‌است.
از فیلم‌ها یا برنامه‌های تلویزیونی که وی در آن نقش داشته است می‌توان به تام سایر و هاکلبری فین ، سوپر ۸، النور عزیز و غرفه بوسه اشاره کرد.